# Alto Alentejo (província)

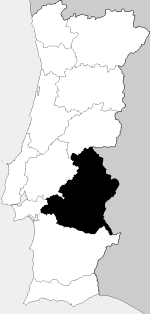
Província do Alto Alentejo, abolida na Constituição de 1976

O Alto Alentejo foi uma província histórica (ou região natural) de Portugal, tendo por capital a cidade de Évora.
Limitava a norte com a Beira Baixa, a oeste com o Ribatejo, a sudoeste com a Estremadura, a sul com o Baixo Alentejo e a este com a Espanha (províncias de Badajoz e Cáceres, na Estremadura).
Era então constituído por 29 concelhos (atuais municípios), integrando todo o Distrito de Évora e quase todo o Distrito de Portalegre. 
- Distrito de Évora: Alandroal, Arraiolos, Borba, Estremoz, Évora, Montemor-o-Novo, Mora, Mourão, Portel, Redondo, Reguengos de Monsaraz, Vendas Novas, Viana do Alentejo e Vila Viçosa.

- Distrito de Portalegre: Alter do Chão, Arronches, Avis, Campo Maior, Castelo de Vide, Crato, Elvas, Fronteira, Gavião, Marvão, Monforte, Nisa, Ponte de Sor, Portalegre e Sousel.